# Renate Jäger

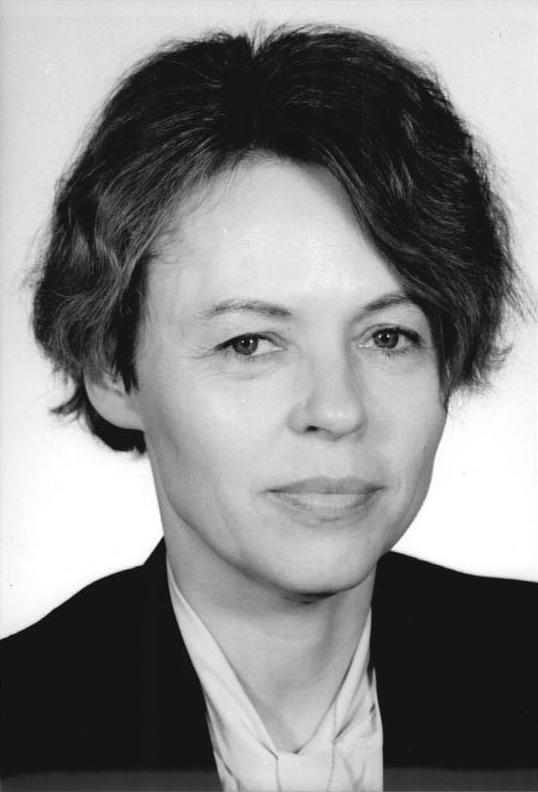
Renate Jäger 1990

Renate Jäger geb. Naussed (* 17. Juni 1941 in Schillwen/Ostpreußen (bei Heydekrug)) ist eine deutsche Politikerin (SPD) und ehemaliges MdB.

## Leben
Renate Jäger kam nach Ende des Zweiten Weltkrieges als Flüchtling aus Ostpreußen zunächst in Thüringen unter. Nach dem Besuch der Grundschule in Kamsdorf machte sie ihren Schulabschluss an der Mittelschule in Unterwellenborn. Anschließend absolvierte sie ein Studium zur Unterstufenlehrerin am Institut für Lehrerbildung in Weißenfels. Danach unterrichtete sie zunächst von 1960 bis 1962 in Bad Lauchstädt. In den Jahren 1962 und 1963 qualifizierte sie sich am Berliner Institut für Lehrerweiterbildung zur Fachlehrerin für Musik. Jäger unterrichtete danach bis 1974 als Musiklehrerin an POS in Cossebaude und Gohlis. Berufsbegleitend bereitete sie sich dabei an der Dresdner Volkshochschule auf das Abitur vor, welches sie 1966 erhielt. 1974 nahm Jäger an der Pädagogischen Hochschule Dresden ein Fernstudium für das Unterrichtsfach Russisch auf. Parallel dazu wurde sie von 1974 bis 1976 nach Dubna delegiert. Nach ihrer Rückkehr unterrichtete Renate Jäger bis 1987 Russisch und Musik an einer Dresdner POS. 1978 schloss sie dabei ihr Fernstudium als Diplomlehrerin ab. Von 1978 bis 1990 wirkte Jäger als Fachschullehrerin am Institut für Lehrerbildung „Edwin Hoernle“ in Radebeul.

## Politik
Renate Jäger gehörte 1989 zu den Gründern der SDP in Dresden. Im März 1990 kandidierte sie nunmehr für die SPD für einen Platz in der Volkskammer. Sie hatte dabei im Wahlbezirk 03, Dresden, der identisch mit dem Gebiet des Bezirks Dresden war, den aussichtsreichen zweiten Listenplatz ihrer Partei und wurde folgerichtig als eine von vier SPD-Abgeordneten dieses Wahlbezirks in die Volkskammer gewählt. Nach Auflösung dieser gehörte Jäger zunächst nicht zu den 144 Abgeordneten, die in den Bundestag übernommen wurden. Zur Bundestagswahl 1990 trat sie jedoch wieder für die SPD an und zog durch Platz 2 auf der sächsischen Landesliste erstmals in den Bundestag ein. Auch bei den Wahlen 1994 (Listenplatz 2), 1998 (Listenplatz 4) und 2002 (Listenplatz 9) zog Jäger jeweils über die Landesliste in den Bundestag ein. 2005 trat Renate Jäger bei der vorgezogenen Bundestagswahl nicht mehr an. Seitdem ist sie in der Dresdner Kommunalpolitik tätig. 2009 kandidierte sie für die Dresdner Stadtratswahl.